# Mimotropidema chrysocephala
Mimotropidema chrysocephala är en skalbaggsart som beskrevs av Stefan von Breuning 1957. Mimotropidema chrysocephala ingår i släktet Mimotropidema och familjen långhorningar.
Artens utbredningsområde är Madagaskar. Inga underarter finns listade i Catalogue of Life.